# Distretto di Antrim e Newtownabbey
Il distretto di Antrim e Newtownabbey è uno dei distretti dell'Irlanda del Nord, nel Regno Unito. 
È stato creato nell'ambito della riforma amministrativa entrata in vigore nell'aprile del 2015 unendo i territori dei distretti di Antrim e Newtownabbey.